# Михеев, Николай Борисович
Николай Борисович Михеев (27 июля 1927 года — 12 сентября 2012) — советский учёный-химик, лауреат Государственной премии СССР (1986), премии имени В. Г. Хлопина (2010).

## Биография
Родился 27 июля 1927 в Москве. Окончил МГУ (1949).
В 1949—1960 и с 1969 г. работал в Институте физической химии АН СССР, последняя должность — заведующий лабораторией. В 1960—1969 в Институте биофизики Минздрава СССР.
Научные интересы: проблемы безопасности ядерной энергетики; фундаментальные проблемы химии актинидов.
Доктор химических наук, профессор. Академик РАЕН (1991).
Умер 12 сентября 2012 года после продолжительной тяжелой болезни.
Семья: жена, трое детей.

## Научная деятельность
В 1949—1960 участвовал в закрытых работах по исследованию химии актинидов в рамках советского атомного проекта. В 1960—1969 разрабатывал радиофармпрепараты на основе технеция-99м и радионуклидный генератор Mo-99 — Tc-99m. C 1969 — вернувшись в ИФХ АН СССР, возглавил лабораторию минорных актинидов. 
Обнаружил возможность восстановления менделеевия до 1-валентного состояния . Определил характер корреляций ред-окс потенциалов актинидов и лантанидов . Открыл аномальную стабилизацию окислительного состояния +2 для лантанидов и актинидов. Основные работы Н. Б. Михеева приведены в 

## Награды
- Государственная премия СССР (за 1986 год, в составе группы) — за цикл работ «Соединения металлов в ранее не известных состояниях окисления, исследование их свойств и применение» (1967—1984)
- Премия имени В. Г. Хлопина (за 2010 год, совместно с И. В. Мелиховым, С. А. Кулюхиным) — за цикл работ «Процессы кристаллизации и сокристаллизации в обнаружении неизвестных ранее свойств радиоактивных элементов»

## Наукометрические данные и списки работ
Страница Н.Б. Михеева на RG 